# Japan Post Bank
Japan Post Bank Company Limited (株式会社ゆうちょ銀行 Kabushiki-gaisha Yū-cho Ginkō, almindeligvis forkortet ゆうちょ銀行 (Yū-cho Ginkō), eller blot ゆうちょ(Yū-cho)) er en japansk bank. Banken betragtes som en indlånsbank, den har hovedsæde i Chiyoda i Tokyo og er et datterselskab til det statsejede Japan Post Holdings. Der var i 2012 i alt 12.796 ansatte i virksomheden.
Banken havde i 2013 aktiver for i alt 1.939,888 mia. amerikanske dollar, hvilket gjorde den til verdens 13. største bank og Japans næststørste. November 2008 blev den betragtet som verdens største indlånsbank. Den er en af to banker, der har afdelinger i alle Japans præfekturer, den anden er Mizuho Bank.

## Historie
Postindlån blev introduceret til Japan i 1875 og drevet som en afdeling under regeringen indtil det blev besluttet at privatisere postale services under regeringen Junichiro Koizumi.
Banken blev etableret 1. september 2006, som en del af omstruktureringen af Japan Post til Japan Post Holdings.
Før 2009 var Japan Post ikke forbundet til den japanske bankorganisations (Zenginkyo) betalingsnetværk, dermed var det ikke muligt at overføre penge direkte mellem Japan Post og de fleste andre japanske banker. Japan Post Bank kom med i netværket i 2009 og blev fuldgyldigt medlem i oktober 2011.

## Produkter
I modsætning til de fleste banker, så er Japan Post Bank primært en indlånsbank. Dets eneste udlånsprodukt er en overtrækskredit.
Japan Post Bank tilbyder et landsdækkende netværk af pengeautomater, som kan benyttes til kontanthævninger. Japan Post Bank har en kontrakt med Standard Chartered Bank om at tilbyde internationale kontooverførsler.